# Serosa

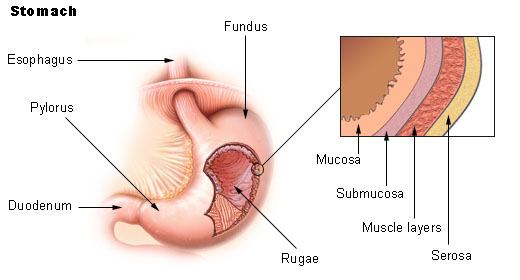
Imagen ilustrativa.

En histología, una serosa (o membrana serosa) es una membrana compuesta por dos finas capas de células. Las serosas tapizan las cavidades corporales y recubren los órganos que se encuentran en ellas, además de secretar un fluido acuoso que reduce la fricción y actúa como lubricante ante el roce entre los distintos elementos de esa cavidad. Se  diferencian de las membranas adventicias en que la función de estas últimas es mantener la localización de los órganos más que disminuir el roce, que es la función de las serosas (por ejemplo, en el retroperitoneo).
Cada serosa se compone de una capa epitelial secretora y una capa de tejido conectivo subyacente.
- La capa epitelial, denominada mesotelio, consiste en un epitelio plano simple, esto es, una monocapa avascular de células nucleadas aplanadas, fuertemente unidas al tejido subyacente. Producen el fluido seroso lubricante, que tiene una consistencia como de moco fino.
- El tejido conectivo proporciona nutrientes al epitelio a través de vasos sanguíneos, así como inervación. Además, sirve como capa de anclaje de la serosa a otros órganos y estructuras corporales.

Se puede hablar de dos tipos de membranas serosas, aunque en realidad se trata de la misma membrana con distinto nombre según la posición que ocupe. Así, la serosa que tapiza una cavidad de manera similar a la pintura que recubre las paredes de una habitación, se denomina serosa parietal. Mientras que la serosa que tapiza los órganos que se encuentran en esa cavidad, se denomina serosa visceral.

Existen algunos órganos cuya serosa recibe un nombre específico, habitualmente debido a la importancia de su función. Estas son:
1. El peritoneo, que tapiza la cavidad abdominal, envolviendo a gran parte de los órganos digestivos.
2. El pericardio, en torno al corazón.
3. La pleura, en torno a los pulmones.

- Datos: Q1364005